# Bienvenido De la Paz
Bienvenido De la Paz fue un importante editor, escritor y pedagogo filipino de lengua materna española, por la cual luchó toda su vida, llegando a editar durante décadas los periódicos filipinos La Voz de Manila y El Debate, que se publicaban en español en un entorno donde la lengua estaba en un claro proceso de desuso y riesgo de desaparición.

## Obra
- A mi exaltación un monólogo, mi monólogo una reivindicación, una aclamación”..

## Premios y reconocimientos
- 1946. Caballero gran cruz de la Orden de Isabel la Católica por su trabajo en pro de la lengua española en Asia.
- 1974. Premio Zobel[2]